# Miziakiw
Miziakiw (ukr. Мізяків) – wieś na Ukrainie, w obwodzie winnickim, w rejonie chmielnickim, w hromadzie Kalinówka. W 2001 liczyła 815 mieszkańców, spośród których 802 wskazało jako ojczysty język ukraiński, 12 rosyjski, a 1 inny